# Oost-Cappel

Oost-Cappel este o comună în departamentul Nord, Franța. În 1 ianuarie 2022 avea o populație de 468 de locuitori.